# Wielki Łazek
Wielki Łazek (698 m) – szczyt w Paśmie Jaworzyny w  Beskidzie Sądeckim. Wraz z Koziejówką (636 m) i  Nowińską Górą (710 m) znajduje się w niskim grzbiecie opadającym do doliny rzeki Muszynka w Muszynie. Jest w tym grzbiecie najdalej wysunięty na wschód. Jego wschodnie stoki opadają do doliny potoku Jastrzębik.
Wielki Łazek znajduje się na granicy miejscowości Muszyna i Jastrzębik i jest w większości zalesiony. Dawniej na terenach tych żyli Łemkowie i stoki Wielkiego Łazka były bardziej bezleśne, zajęte przez ich pola uprawne, łąki i pastwiska. po wysiedleniu Łemków w 1947 osiedliła się tutaj napływowa ludność polska, ale dla celów rolniczych wykorzystano tylko bardziej nadające się do tego celu tereny, te wyżej położone i mało przydatne dla rolnictwa stopniowo zarastają lasem i chaszczami. Bezleśna jest dolna część południowych stoków Wielkiego Łazka. Znajduje się na nich należące do Muszyny osiedle Podjastrzębik. Na wschodnich stokach jest też sięgający samego wierzchołka Wielkiego Łazka trawiasty obszar – to trasa zjazdowa przy wyciągu narciarskim.